# Profesionalen Futbolen Klub CSKA 2011-2012
Questa voce raccoglie le informazioni riguardanti il Profesionalen Futbolen Klub CSKA nelle competizioni ufficiali della stagione 2011-2012.

## Maglie e sponsor
| Casa | Trasferta |

## Rosa
| N. |                               | Ruolo | Calciatore         |
| -- | ----------------------------- | ----- | ------------------ |
| 1  | Bulgaria (bandiera)           | P     | Zdravko Čavdarov   |
| 3  | Brasile (bandiera)            | D     | Ademar Júnior      |
| 5  | Bulgaria (bandiera)           | C     | Todor Jančev       |
| 6  | Bulgaria (bandiera)           | D     | Kostadin Stojanov  |
| 7  | Spagna (bandiera)             | C     | Antonio Tomás      |
| 8  | Bulgaria (bandiera)           | D     | Rumen Trifonov     |
| 9  | Guinea Equatoriale (bandiera) | A     | Iván Bolado        |
| 10 | Brasile (bandiera)            | A     | Júnior Moraes      |
| 11 | Bulgaria (bandiera)           | D     | Ivan Bandalovski   |
| 14 | Bulgaria (bandiera)           | C     | Stanislav Kostov   |
| 15 | Bulgaria (bandiera)           | A     | Stanko Jovčev      |
| 16 | Bulgaria (bandiera)           | C     | Aleksandăr Jakimov |
| 18 | Bulgaria (bandiera)           | C     | Boris Galčev       |
| 19 | Bulgaria (bandiera)           | D     | Apostol Popov      |

| N. |                        | Ruolo | Calciatore        |
| -- | ---------------------- | ----- | ----------------- |
| 20 | Bulgaria (bandiera)    | C     | Anton Karačanakov |
| 21 | Bulgaria (bandiera)    | C     | Kosta Janev       |
| 22 | Bulgaria (bandiera)    | C     | Petăr Stojanov    |
| 23 | Bulgaria (bandiera)    | D     | Martin Dečev      |
| 24 | Paesi Bassi (bandiera) | D     | Ilias Haddad      |
| 25 | Bulgaria (bandiera)    | D     | Angel Granchov    |
| 26 | Bulgaria (bandiera)    | C     | Nikolaj Djulgerov |
| 31 | Bulgaria (bandiera)    | C     | Vladimir Ivanov   |
| 32 | Romania (bandiera)     | C     | Georgian Păun     |
| 66 | Bulgaria (bandiera)    | D     | Plamen Kračunov   |
| 88 | Bulgaria (bandiera)    | P     | Blagoj Makendžiev |
| 92 | Algeria (bandiera)     | P     | Raïs M'Bolhi      |
| 99 | Camerun (bandiera)     | C     | Njongo Priso      |